# Мироновка (Винницкая область)
Мироновка (укр. Миронівка) — село на Украине, находится в Ямпольском районе Винницкой области.
Код КОАТУУ — 0525683602. Население по переписи 2001 года составляет 744 человека. Почтовый индекс — 24526. Телефонный код — 4336.
Занимает площадь 1,49 км².

## Адрес местного совета
24525, Винницкая область, Ямпольский р-н, с. Петрашовка, ул. Ленина, 13